# 大相撲平成27年7月場所
大相撲平成27年7月場所（おおずもうへいせい27ねん7がつばしょ）は、2015年7月12日から7月26日まで愛知県体育館で開催された大相撲本場所。
幕内最高優勝は横綱・白鵬翔（14勝1敗・2場所ぶり35回目）。

## 各段優勝・三賞
- 幕内最高優勝　白鵬　14勝1敗（35回目）